# Бибрихский дворец
Бибрихский дворец (нем. Schloss Biebrich) — барочный дворец в Бибрихе, Висбаден, земля Гессен, Германия. Построен в 1702 году Георгом Августом Нассау-Идштейнским. В 1816—1866 годах служил официальной резиденцией правителя независимого герцогства Нассау.

## История
Граф Георг Август Нассау-Идштейнский стал князем в 1688 году и решил построить себе более внушительную резиденцию, чем старый дворец в Идштайне в Таунусе. Сначала он переехал в Висбаден, а затем в Бибрих. Строительство нового дворца в стиле барокко по проекту архитектора Юлия Людвига Ротвайля было завершено в 1702 году. Четыре года спустя в 86 метрах к востоку была построена его копия. С этого времени первый дворец стал называться западным павильоном, где разместился князь и его приближённые, а второй дворец — восточный павильон — отошёл его супруге, Генриетте Доротее Эттингенской.
Георг Август продолжил расширять дворец в 1707 году. Архитектор Иоганн Максимилиан фон Вельш соединил два павильона галереей и точно посередине построил круглый зал. Ротонда была завершена в 1721 году, придав замку Бибрих неповторимый вид.
После смерти Георга Августа дом Нассау-Идштейн перестал существовать, и замок перешёл во владение дому Нассау-Узинген. В 1734 году князь Карл фон Нассау-Узинген решил переместить свою постоянную резиденцию в Бибрих. Нужды официальной резиденции требовали дополнительного пространства, поэтому архитектор Фридрих Иоахим Стенгель спроектировал нынешнее восточное крыло. Только через три года Стенгель построил идентичное западное крыло. Сады были спроектированы парковым архитектором Фридрихом Людвигом фон Шкелем в 1817 году по заказу герцога Вильгельма Нассауского.
Шарлотта, великая герцогиня Люксембурга, продала дворец государству Пруссия в 1935 году. Сильно поврежденный во время Второй мировой войны, он в 1980—1982 годах был реконструирован и частично перестроен по заказу правительства Гессена. В настоящее время он используется в представительских целях.